# Turvelândia
Turvelândia este un oraș în Goiás (GO), Brazilia.